# عمارت کلاه‌فرنگی بوشهر
عمارت کلاه فرنگی بوشهر مربوط به دوره قاجار است و در بوشهر، پایگاه دریایی واقع شده و این اثر در تاریخ ۲۶ اسفند ۱۳۸۶ با شمارهٔ ثبت ۲۲۱۸۰ به‌عنوان یکی از آثار ملی ایران به ثبت رسیده است.